# 181e Infanteriedivisie (Wehrmacht)
De 181e Infanteriedivisie (Duits: 181. Infanterie-Division) was een Duitse infanteriedivisie tijdens de Tweede Wereldoorlog. De divisie nam deel aan de Duitse  inval in Noorwegen, bleef daar als bezettingsmacht en werd in 1943 overgebrtacht naar de Balkan. Na gevechten met de Joegoslavische partizanen volgde in herfst en winter 1944/45 een terugtocht, die eindigde in Slovenië in mei 1945. 

## Geschiedenis
De 181e Infanteriedivisie werd opgericht op 1 december 1939 bij  Braunschweig in Wehrkreis XI. De 181e Infanteriedivisie was een divisie van de 7e Aufstellungswelle. Deze Welle werd samengesteld eind 1939, toen de Wehrmacht zich voorbereidde op de Slag om Frankrijk. In deze 7e Welle-eenheden werden de antitankdetachementen ondersteund door een fietscompagnie. Ze waren bewapend met Duits materieel, in plaats van met het Tsjechoslowaakse materieel van de 5e en 6e Welle. Tegen 12 januari 1940 was de divisie op volledige sterkte nadat Feldersatz-Bataillone 19 en 31 waren toegevoegd. De training bij Braunschweig was tegen maart 1940 voltooid.

### Aanval op Noorwegen en bezetting
De divisie was onderdeel van de Duitse strijdmacht die Noorwegen zou binnenvallen (Operatie Weserübung) in april 1940. Hierin speelde de divisie in eerste instantie een ondergeschikte rol, want ze was niet deel van de eerste aanvalsgolf. Van 8 tot 20 april 1940 werd de divisie per schip vervoerd vanuit Harburg-Wilhelmsburg en Frederikshavn en via de lucht naar Oslo. Daarna volgde transport en opmars naar Trondheim. Hier kwam de divisie in actie tot de Noorse capitulatie op 10 juni 1940. Vanaf juni 1940 was de divisie gelegerd in een groot gebied rond Trondheim en bleef daar tot september 1943. Op 22 april 1942 werd het Grenadierregiment 349 overgedragen aan de nieuwe 230e Infanteriedivisie. In de eerste helft van september 1943 volgde een verplaatsing naar Oslo. 

### De Balkan
Tussen 16 en 23 september werd de divisie per schip overgebracht naar Stettin en vervolgens van 23 september tot 12 oktober per trein naar  Uroševac. In de volgende weken volgde verder transport van de divisie naar Montenegro en Albanië. In dit gebied werd de divisie nu gedurende een jaar ingezet tegen Joegoslavische partizanen en ook voor kustverdediging. Het hoofdkwartier van de divisie lag de meeste tijd in Scutari in Noord-Albanië.
Op 3 oktober 1944 begon de Duitse terugtocht uit Albanië naar het noorden. De divisie was onderdeel van het 21e Bergkorps. Helaas was het V SS Bergkorps al richting Mostar weggetrokken en had een gat achtergelaten dat de Joegoslavische partizanen meteen opvulden. Daarmee was de directe weg naar het noorden naar Mostar afgesloten. Dit dwong het 21e Bergkorps vechtend naar het noorden door te breken. In de gevechten in oktober/november 1944 werd het Füsilierregiment 334 bijna volledig vernietigd (en moest in januari 1945 weer heropgericht worden). Tegen midden januari 1945 had het korps, en daarmee deze divisie, weer aansluiting bij de Duitse hoofdmacht in Kroatië. Langzaam volgde een terugtrekking naar het noorden. Via Sarajevo, Zenica, Derventa kwam de divisie eind april 1945 bij Daruvar in Noord-Kroatië aan. In de laatste twee weken van de oorlog trok de divisie door Slovenië, maar kwam niet verder dan Celje.

### Einde
De 181e Infanteriedivisie gaf zich over aan Joegoslavische Partizanen bij Polzela (Duits: Heilenstein) bij Celje op 10 mei 1945.

## Commandanten
| Rang                                                                      | Naam                  | Begin           | Eind            |
| ------------------------------------------------------------------------- | --------------------- | --------------- | --------------- |
| Oberst                                                                    | Peter Bielfeld        | 1 december 1939 | 10 januari 1940 |
| Generalmajor                                                              | Kurt Woytasch         | 10 januari 1940 | 1 maart 1942    |
| Generalleutnant                                                           | Friedrich Bayer       | 1 maart 1942    | 24 maart 1942   |
| Oberst vanaf 1 april 1942 Generalmajor vanaf 1 april 1943 Generalleutnant | Hermann Fischer       | 24 maart 1942   | 1 oktober 1944  |
| Generalleutnant                                                           | Eugen-Heinrich Bleyer | 1 oktober 1944  | 15 mei 1945     |

## Bovenliggende bevelslagen
| Legerkorps            | Leger           | Legergroep     | Plaats/regio    | Begin             | Eind              |
| --------------------- | --------------- | -------------- | --------------- | ----------------- | ----------------- |
| Stellv.Gen.Kdo. XI    |                 | Wehrkreis XI   | Heimat          | 1 december 1939   | 8 april 1940      |
| Armeegruppe XXI       |                 | OKH            | Oslo, Trondheim | 8 april 1940      | 14 juli 1940      |
| 19e Bergkorps         | Armeegruppe XXI | OKH            | Trondheim       | 15 juli 1940      | 15 augustus 1940  |
| H.Kdo. z.b.V. XXXIII  | Armeegruppe XXI | OKH            | Trondheim       | 16 augustus 1940  | 19 december 1940  |
| H.Kdo. z.b.V. XXXIII  | Armee Norwegen  | OKH            | Trondheim       | 19 december 1940  | 22 september 1943 |
| direct onder bevel    |                 | OKH            | op transport    | 23 september 1943 | 9 oktober 1943    |
| 21e Bergkorps         | 2. Panzerarmee  | Heeresgruppe F | Montenegro      | 10 oktober 1943   | 25 oktober 1943   |
| V SS Bergkorps        | 2. Panzerarmee  | Heeresgruppe F | Montenegro      | 26 oktober 1943   | 31 december 1943  |
| 21e Bergkorps         | 2. Panzerarmee  | Heeresgruppe F | Montenegro      | 1 januari 1944    |                   |
| 21e Bergkorps         | 2. Panzerarmee  | Heeresgruppe E | Montenegro      | oktober 1944      |                   |
| 91e Legerkorps z.b.V. | Heeresgruppe E  | Heeresgruppe F | Kroatië         | januari 1945      |                   |
| 21e Bergkorps         | Heeresgruppe E  | Heeresgruppe F | Kroatië         | februari 1945     | 25 maart 1945     |
| 21e Bergkorps         |                 | Heeresgruppe E | Kroatië         | 25 maart 1945     | mei 1945          |
| 69e Legerkorps z.b.V. |                 | Heeresgruppe E | Steiermark      | mei 1945          | 10 mei 1945       |

## Samenstelling
1940
- Infanterie-Regiment 334
- Infanterie-Regiment 349
- Infanterie-Regiment 359
- Artillerie-Regiment 222 (vier Abteilungen)
- Panzerjäger-Abteilung 222 (antitankbataljon)
- Fahrrad-Schwadron 222 (fietscompagnie)
- Pionier-Bataillon 222 (geniebataljon)
- Nachrichtenabteilung 222 (verbindingsbataljon)
- Nachschubstruppen (bevoorradingstroepen)

1943
- Füsilier-Regiment 334
- Grenadier-Regiment 359
- Grenadier-Regiment 363
- Divisions-Füsilier-Bataillon 181
- Artillerie-Regiment 222
- Pionier-Bataillon 222
- Panzerjäger-Abteilung 222
- Infanterie-Divisions-Nachrichten-Abteilung 222
- Infanterie-Divisions-Nachschubführer 222